# Пин, Жан
Жан Пин (Пинг, фр. Jean Ping; род. 24 ноября 1942, Омбуэ, Колония Габон, Французская Экваториальная Африка) — габонский дипломат, председатель Комиссии Африканского союза с февраля 2008 по январь 2012 года. Бывший министр иностранных дел Габона (1994, 1999—2005).

## Биография

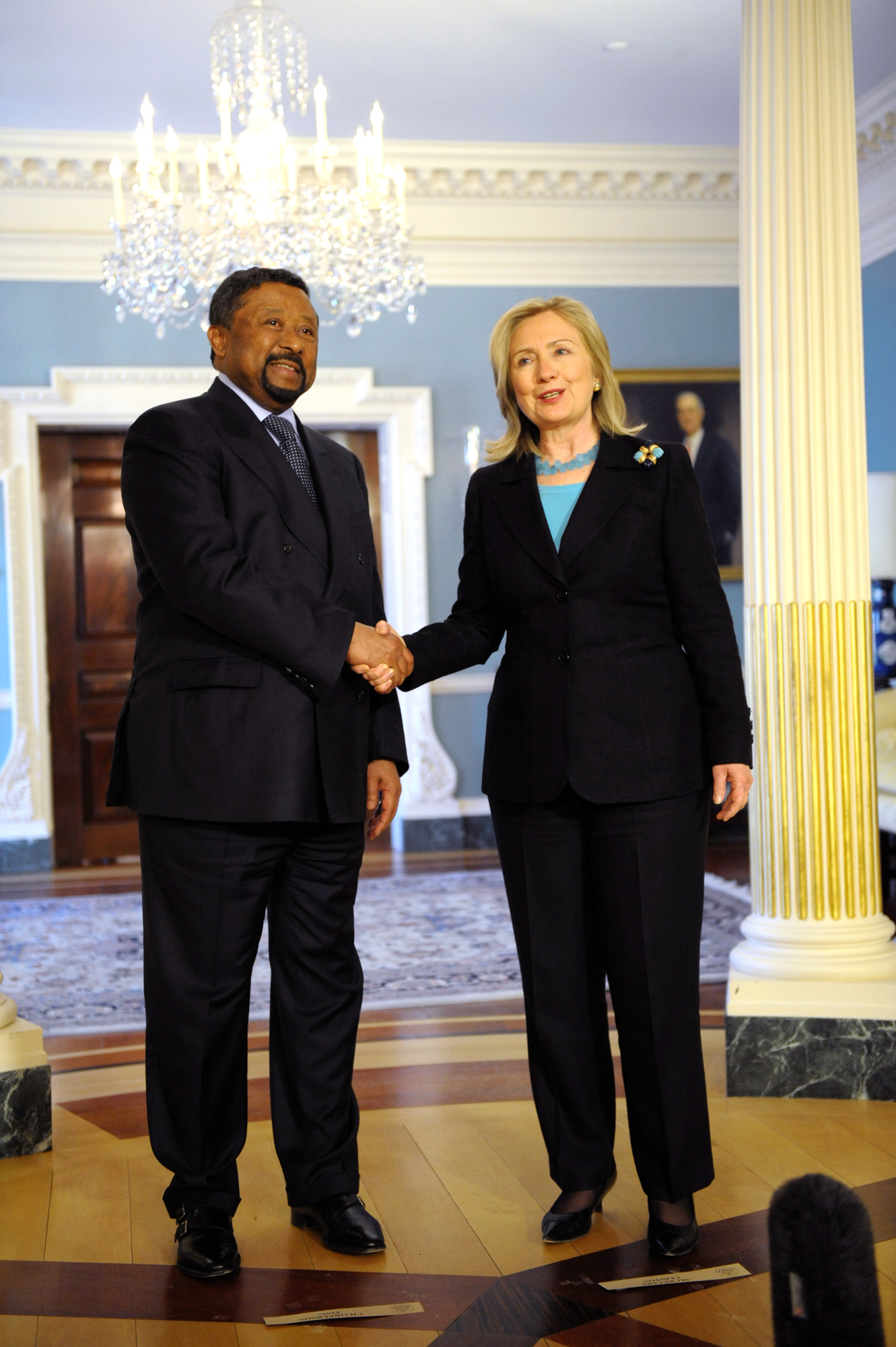
Жан Пинг с Хиллари Клинтон

Жан Пин афроазиат, сын китайского торговца и габонки.
Его дипломатическая карьера началась в 1972 году, когда он стал служащим в секторе по внешним связям и сотрудничеству ЮНЕСКО в Париже. В 1978 году Пин стал советником посольства Габона во Франции, затем с 1978 по 1984 год был постоянным представителем своей страны при ЮНЕСКО.
В 1984 году он вернулся на родину и стал директором кабинета президента Габона, и занимал эту должность до 1990 года. 26 февраля этого года он был назначен министром информации, почт, телекоммуникаций, туризма и отдыха а также представителем правительства по связям с парламентом. Через два месяца, 29 апреля 1990 года Жан Пин занял должность министра шахт, энергетики и водных ресурсов и оставался на ней до июня 1991 года. С августа 1992 по март 1994 года второй раз занимал эту должность. С марта по октябрь 1994 года был министром иностранных дел, сотрудничества и франкофонии, затем до 1997 года министром-делегатом при министре финансов, экономики, бюджета и приватизации. 28 января 1997 года стал министром по вопросам планирования, охраны окружающей среды и туризма. В январе 1999 года вновь назначен министром иностранных дел и остаётся им в течение шести лет.
В 1996 году Пин избран депутатом Национального собрания и переизбирался им в 2001 и 2006 годах.
Пин несколько раз возглавлял делегацию своей страны на Генеральной Ассамблее ООН, ЮНЕСКО, Всемирного банка и Африканского союза. Он был избран председателем пятьдесят девятой сессии Генеральной Ассамблеи Организации Объединённых Наций в 2004 году.
1 февраля 2008 года Жан Пин, на саммите глав африканских государств в Аддис-Абебе, избран председателем Комиссии Африканского союза. Вступил в должность 26 апреля 2008 года, сменив малийца Альфа Умара Конаре.
В 2014 году вышел из правящей партии и перешёл в оппозицию, кандидатом которой был на президентских выборах 2016 года. После оглашения итогов голосования 27 сентября 2016 года заявил о своей победе, что привело к массовым беспорядкам в столице Габона и сожжению здания парламента в начале сентября.

## Семья
Бывшая жена Жана Пина — дочь президента Омара Бонго, бывшая министр иностранных дел Паскалин Бонго Ондимба. Имеет несколько детей.

## Награды
- Кавалер «Экваториальной звезды» (Габон)
- Великий командор «Экваториальной звезды» (Габон)
- Кавалер ордена «За морские заслуги» (Габон)
- Кавалер ордена «За заслуги перед Габоном» (Габон)
- Командор ордена Почётного легиона (Франция)
- Кавалер ордена Плеяды (Франция)
- Кавалер ордена Франкофонии (Франция)
- Большой крест ордена «За заслуги» (Португалия)